# Christkönig-Kirche (Güdesweiler)

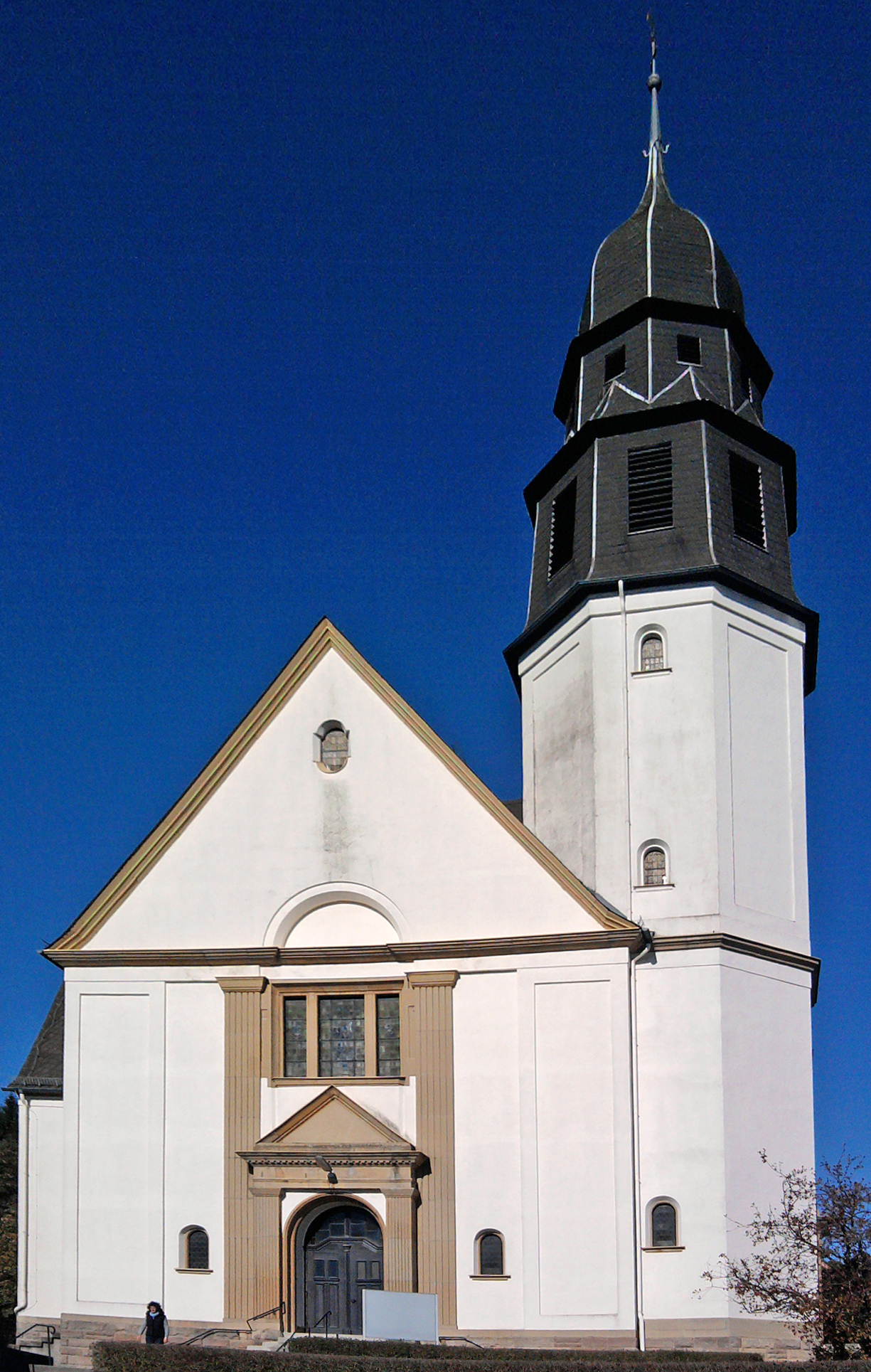
Die Christkönig-Kirche in Güdesweiler

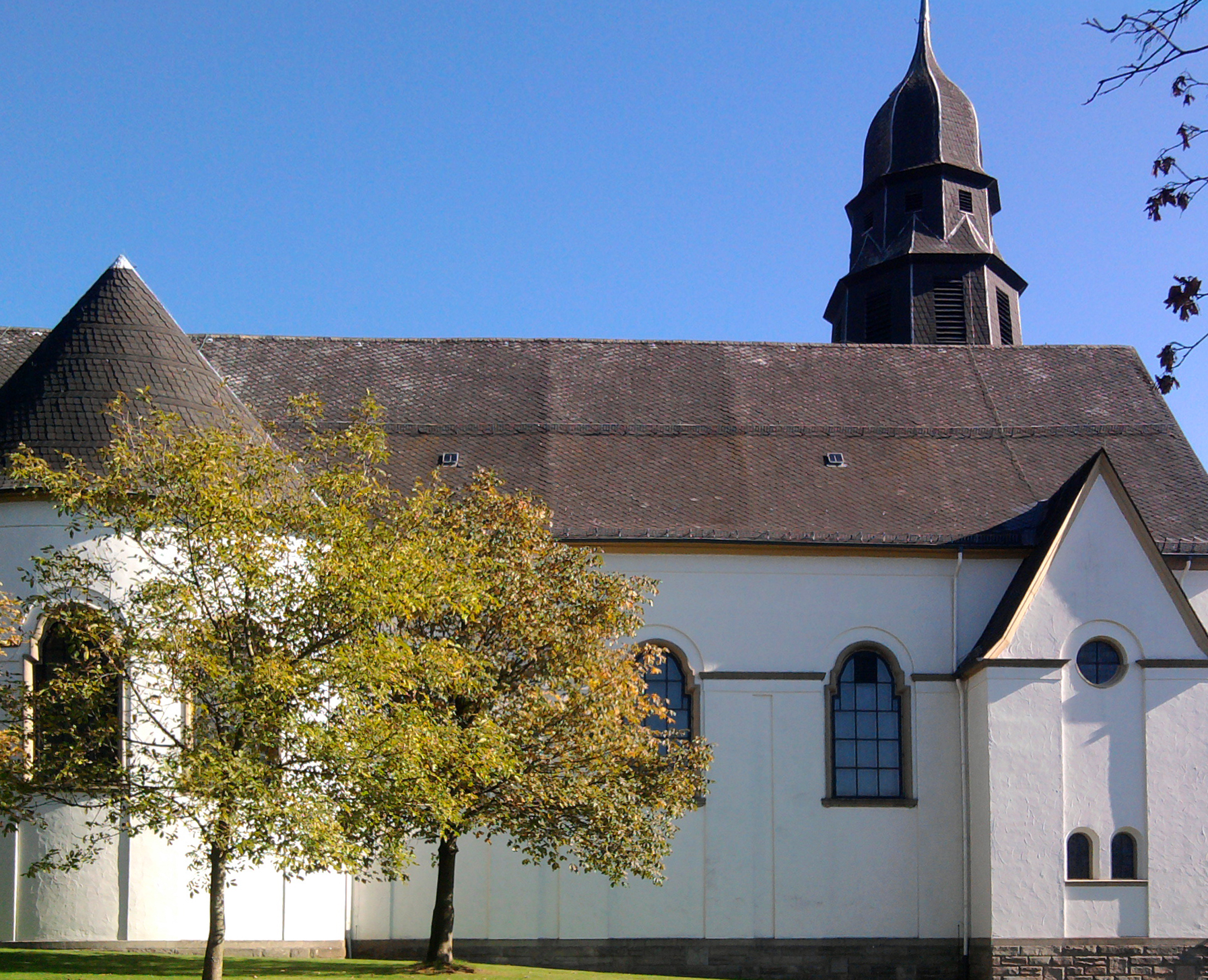
Weitere Ansicht der Kirche

Die Kirche Christkönig ist eine katholische Pfarrkirche im saarländischen Güdesweiler, einem Ortsteil der Gemeinde Oberthal, Landkreis St. Wendel. Das ortsbildprägende Gotteshaus trägt das Patrozinium Jesu als Christkönig (Rex Christus).

## Geschichte

### Pfarrgeschichte
Das älteste bekannte Zeugnis zur Güdesweiler Kirchengeschichte liefert ein Aktenstück der „Kellerey“ St. Wendel aus dem Jahr 1603, in dem von einem Bildstock an der Stelle der heutigen Kirche die Rede ist. Güdesweiler gehörte im Mittelalter zur Pfarrei Bliesen im Dekanat Wadrill des Erzbistums Trier, kam dann 1803 im Rahmen einer Neuordnung zur Pfarrei Namborn und zusammen mit dieser bis 1825 zum Bistum Metz. Seit 1825 gehört Güdesweiler wieder zum Bistum Trier.
Am 25. November 1941 wurde Güdesweiler zur Vikarie. Am 20. Mai 1947 erfolgte die Erhebung zur Pfarrei. Als Filiale gehört Steinberg-Deckenhardt seit 1949 zur Pfarrei Güdesweiler. Zuvor gehörte der Ort zur Pfarrei Wolfersweiler.

### Baugeschichte
Am 3. Dezember 1905 gründete sich in Güdesweiler, das zur Pfarrei Namborn gehörte, ein Kirchenbauverein, mit dem Zweck Mittel für den Bau einer eigenen Kirche zu sammeln. Als diese Mittel schließlich vorhanden waren, fasste der aus dem Kirchenbauverein hervorgegangene Kapellenvorstand von Güdesweiler am 17. Februar 1924 den Beschluss zum Bau einer Pfarrkirche mit zugehörigem Pfarrhaus und Ökonomiegebäude. Für den Entwurf der Kirche zeichneten die Architekten Ludwig Becker und Anton Falkowski (Mainz) verantwortlich. Der erste Spatenstich erfolgte am 15. September 1924. Die Ausführung der Baupläne oblag dem Baugeschäft Maar (Dirmingen). Im Winter 1924/25 wurden die Bauarbeiten eingestellt und erst wieder im Juli 1926 aufgenommen, sodass am 10. Oktober 1926 die feierliche Grundsteinlegung durch Pfarrer Opp aus Heusweiler vorgenommen werden konnte. Am Dreifaltigkeitssonntag des Jahres 1928 nahm der Namborner Pfarrer Girst die feierliche Benediktion der Kirche vor. Die Baukosten, einschließlich Nebenkosten und Zinsbelastung betrugen 1 630 254,56 FRF.
Im Jahr 1946 kam es zum Einbau einer Warmluftheizung, 1949 zum Bau eines neuen Pfarrhauses, 1956 zur Anbringung des ersten Außenputzes. Die feierliche Konsekration der Pfarrkirche wurde am 2. Februar 1969 durch den Trierer Weihbischof Carl Schmidt vorgenommen.
Wegen Einsturzgefahr des Daches und des Turmes musste die Kirche im Dezember 1985 geschlossen werden. Die Wiedereröffnung nach Renovierung erfolgte am 23. Mai 1986.

## Kirchengebäude

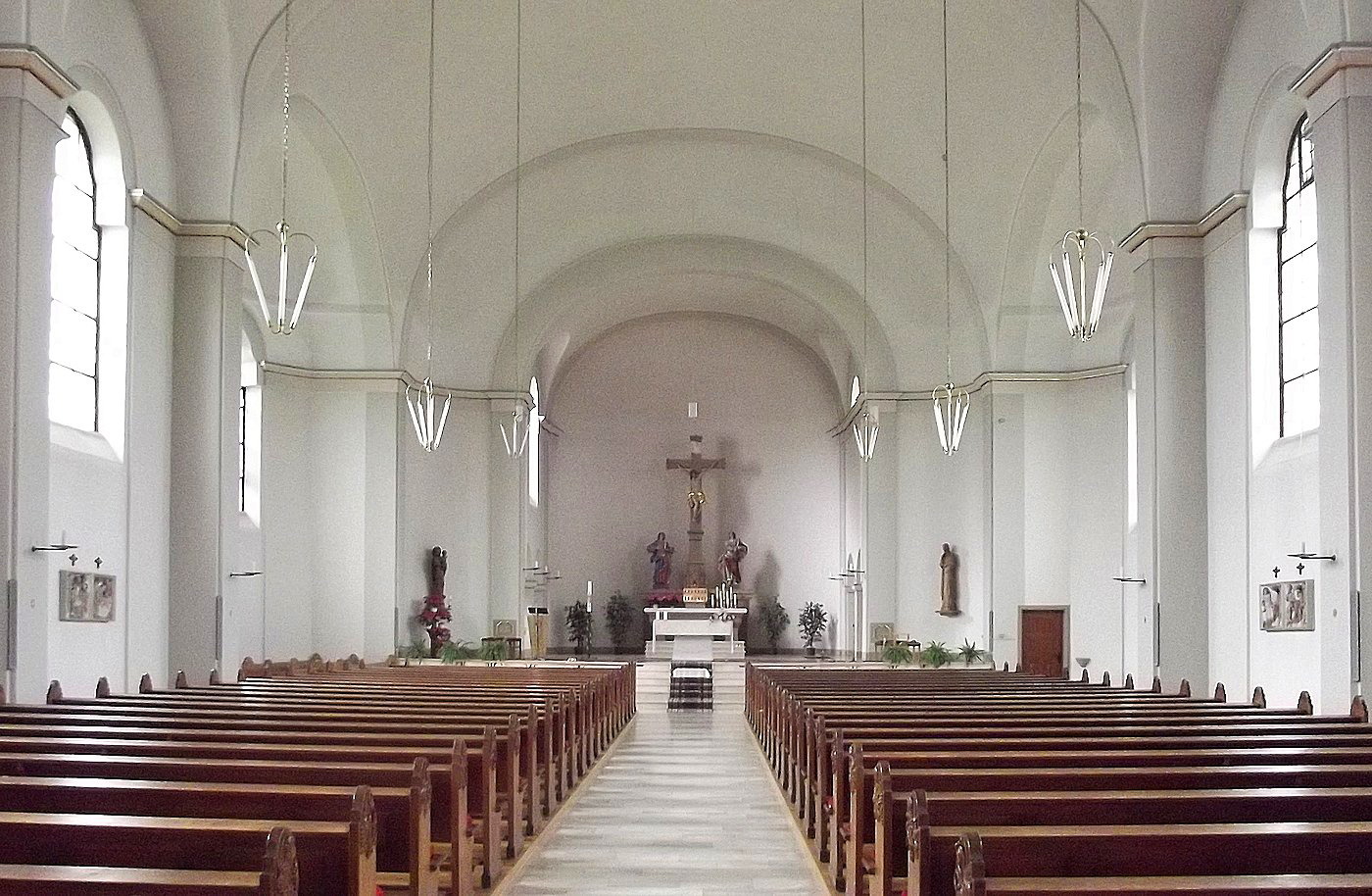
Blick ins Innere der Kirche

Das Kirchenschiff hat eine Länge von 32,25 m, eine Breite von 15,15 m und eine Höhe von 13,45 m. An das Kirchenschiff sind zwei halbrunde Querhausarme mit einem Durchmesser von je 10,36 m und einer Höhe von 11,23 m angefügt. Ein halbrunder Chor mit einem Durchmesser von 8,56 m und einer Höhe von 9,93 m schließt das Kirchenschiff ab. Der achteckige Kirchturm hat eine Höhe von 46 Metern.

## Ausstattung
Zur Ausstattung der Kirche gehört eine um 1760 geschaffene Kreuzigungsgruppe im Chorraum, die 1952 vom Kreuzbau in die Kirche überführt wurde und eine Anna-Selbdritt-Gruppe von ca. 1486 aus Holz, die die heilige Mutter Anna mit Maria und dem Jesuskind auf dem Schoß zeigt. Beide Ausstattungsgegenstände sind in der Denkmalliste des Saarlandes als Einzeldenkmale aufgeführt.
Weitere Ausstattungsstücke sind das 1952 gestiftete Taufbecken in der Taufkapelle und ein Schmiedeeisernes Tor an der Taufkapelle von J. Nonninger.
Im Turm der Kirche befindet sich ein Geläute bestehend aus drei Glocken der Firma A. Mark (Borscheid) in den Tonhöhen f, a und c aus dem Jahr 1954. Sie tragen die Namen Josef, Matthias und Angelusglocke.

## Orgel

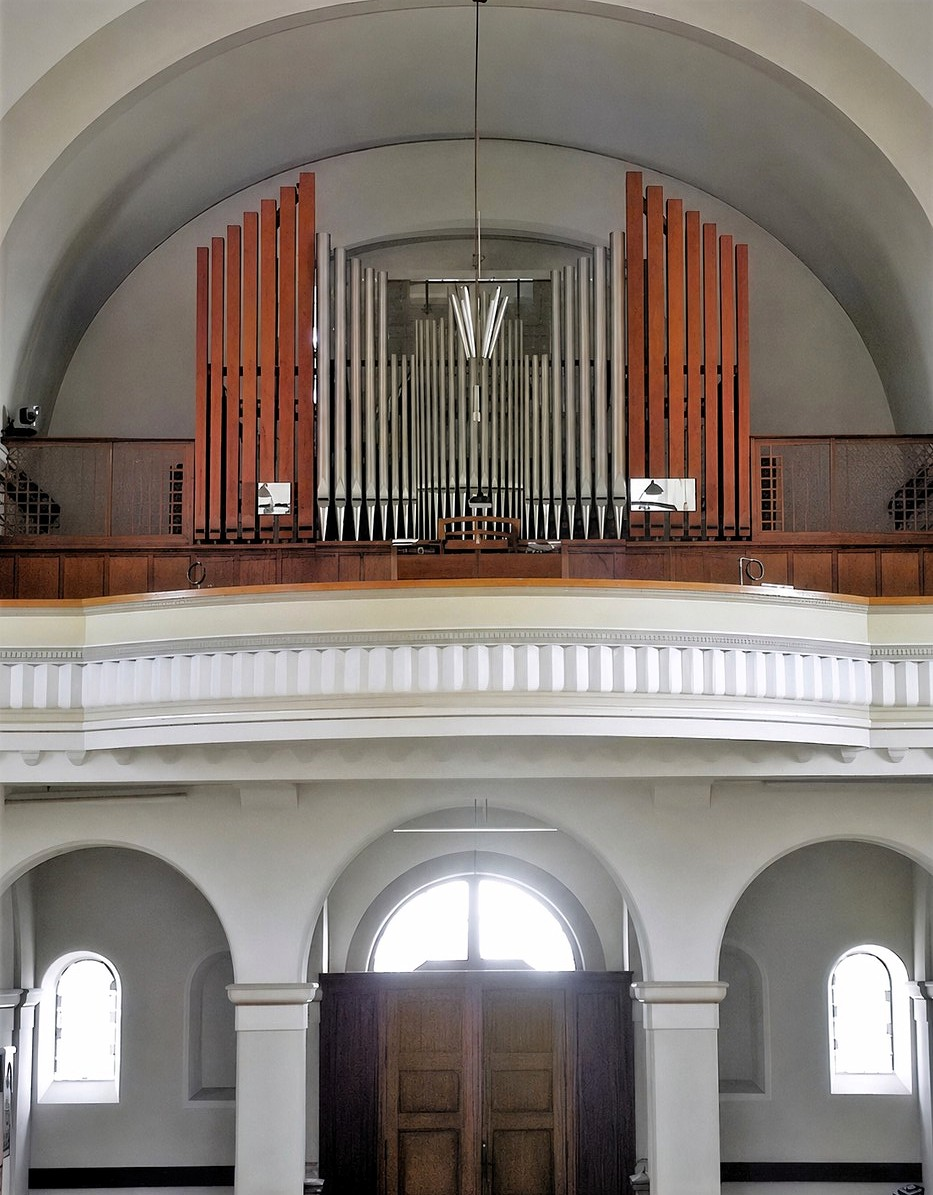
Blick zur Orgelempore

Die Orgel der Kirche mit insgesamt 1192 Pfeifen wurde als Opus 599 von der Firma Gebr. Späth (Mengen) erbaut und am 28. November 1954 feierlich eingeweiht. Das Instrument verfügt über 16 Register, verteilt auf zwei Manuale und Pedal.
Die Spiel- und Registertraktur ist elektropneumatisch. Die Disposition lautet wie folgt:
| I Hauptwerk C–g3 |              |    |
| 1.               | Prinzipal    | 8′ |
| 2.               | Gedackt      | 8′ |
| 3.               | Oktave       | 4′ |
| 4.               | Flageolet    | 2′ |
| 5.               | Mixtur IV–VI |    |
| 6.               | Trompete     | 8′ |

| II Positiv C–g3 |                   |       |
| 7.              | Koppelflöte       | 8′    |
| 8.              | Suavial           | 8′    |
| 9.              | Singend Prinzipal | 4′    |
| 10.             | Gemshorn          | 4′    |
| 11.             | Blockflöte        | 2′    |
| 12.             | Quint             | 1 ⁄3′ |
| 13.             | Cymbel III        |       |
|                 | Tremolo           |       |

| Pedal C–f1 |                                 |     |
| 14.        | Subbaß                          | 16′ |
| 15.        | Oktavbaß                        | 8′  |
|            | Gedacktbaß 8′ (Ext. Subbaß 16′) |     |
|            | Choralbaß 4′ (Ext. Oktavbaß 8′) |     |
| 16.        | Stillposaune                    | 16′ |

- Koppeln:
  - Normalkoppeln: I/I, I/P, II/P
  - Suboktavkoppeln: II/I
  - Superoktavkoppeln: II/I
- Spielhilfen: 1 freie Kombination, Piano, Forte, Tutti, Crescendowalze